# Sex Rules
Sex Rules è un singolo della cantante statunitense Sky Ferreira, pubblicato nel 2011 ed estratto dall'EP As If!.

## Tracce
- Download digitale

1. Sex Rules – 2:44 (Sky Ferreira, Greg Kurstin, Billy Steinberg,  Daniel Lutrell)